# 로빈 모건
로빈 모건 (Robin Morgan, 1941년 1월 29일 ~ )은 미국의 시인, 작가, 정치 이론 및 활동가, 언론인, 강사, 그리고 전직 아역 배우이다. 1960년대 초부터 모건은 미국의 여성 운동에서 핵심적인 급진적 여성주의 운동가였으며, 국제 여성주의 운동의 지도자이기도 하였다.
모건이 1970년에 발표한 앤솔로지 ⟪자매애는 강하다⟫는 미국에서 현대적 여성 운동을 촉발한 것으로 평가되고 있으며, 뉴욕 공공 도서관은 "20세기에 가장 영향력 있는 100권의 책 중의 하나"로 인용하였다. 또한 20권 이상의 시집, 소설, 논픽션을 저술하였으며, 잡지 ⟪미즈⟫(Ms.)의 편집자로도 알려져 있다.
2005년 로빈 모건은 글로리아 스타이넘, 제인 폰다,과 함께 여성을 미디어에서 두드러지고 강력한 존재로 만들기 위하여 위민스 미디어 센터(Women's Media Center)를 공동으로 설립하였다.